# Édgar Aranda
Édgar „Pupi“ Wilfrido Aranda Leguizamón (* 28. Mai 1986 in Lambaré; † 30. November 2020 in San Roque González de Santa Cruz) war ein paraguayischer Fußballspieler.

## Sportlicher Werdegang
Aranda spielte zunächst bei Atlético Colegiales, 2011 wechselte er zu CA 3 de Febrero in die Primera División. Mit dem Klub stieg er am Ende der Spielzeit in die Zweitklassigkeit ab, daraufhin wechselte der Abwehrspieler zum Club Guaraní. Mit dem Klub erreichte er in der Copa Libertadores 2015 das Halbfinale, in dem die Mannschaft am späteren Titelträger River Plate scheiterte. Im folgenden Jahr gewann er die Meisterschaft in der Clausura. Anfang 2018 wechselte er zu Independiente de Campo Grande, wo er anschließend seine Profilaufbahn beendete.
Während eines Fußballspiels mit Freunden erlitt Aranda einen Herzinfarkt, an dessen Folgen er im Alter von 34 Jahren starb.